# تسلل مجدول

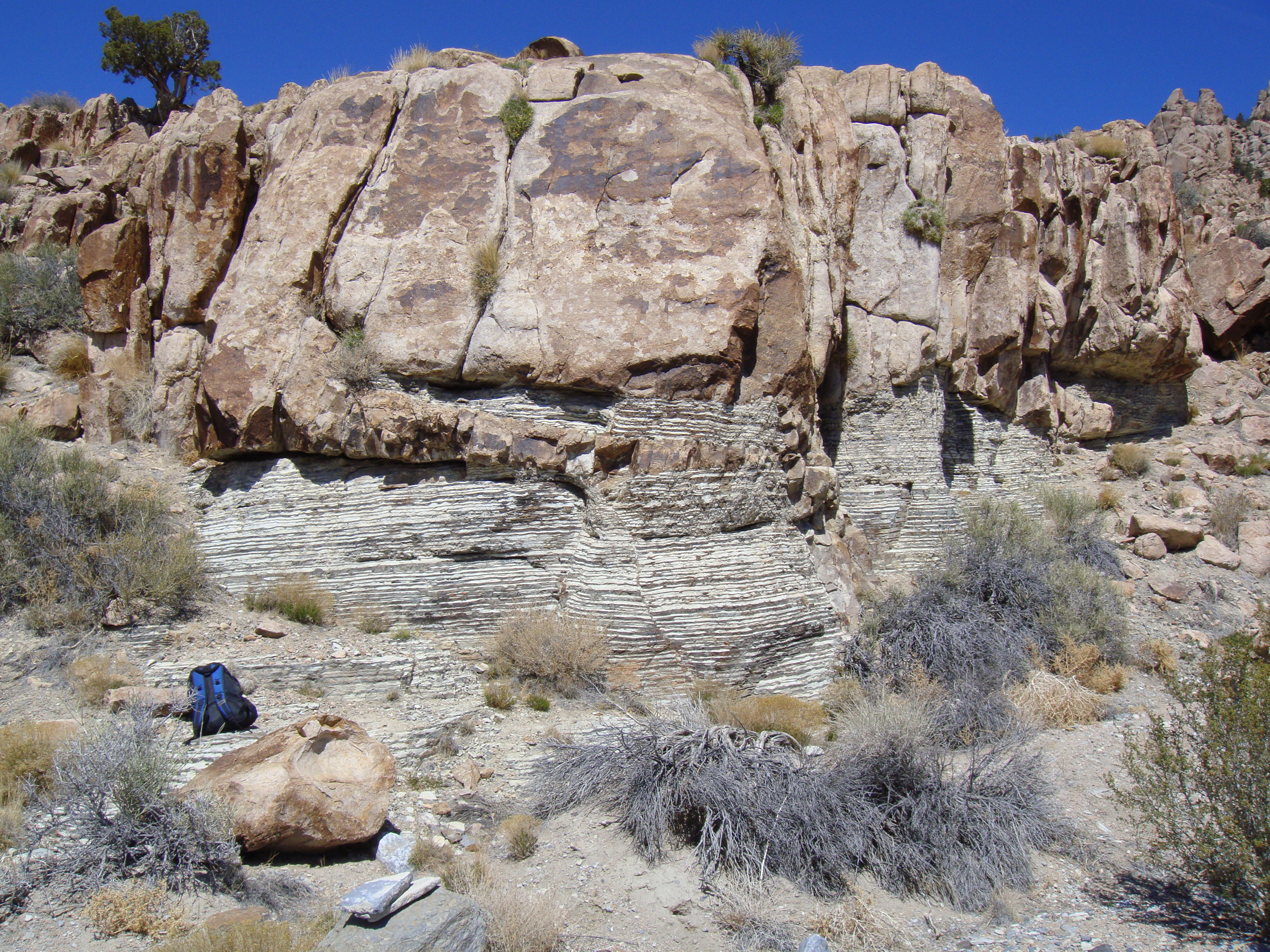
عتبة مونزونيت تتغلغل منذ العصر الكمبري، وتتكون من الكربونات، بالقرب من قمة النوتش، يوتا.

إقتحام الصفيحة، أو التسلل المجدول، هي صفيحة مستوية بنفس السماكة تقريبًا، تتشكل داخل صخورة موجودة مسبقًا. عندما تقطع إلى كتل أخرى غير محدودة، أو عبر طبقات، فإنها تسمى «السد». عندما تتشكل بين طبقات في كتلة صخرية ذات طبقات، فإنها تسمى «عتبة».